# Manhagen
Manhagen er en kommune i det nordlige Tyskland, beliggende i Amt Lensahn under Kreis Østholsten. Kreis Østholsten ligger i den østlige del af delstaten Slesvig-Holsten..

## Geografi
Manhagen ligger omkring 4 km syd for Lensahn lige øst for A1/E47. Kommunen ligger omkring 6 km nord for Grömitz og 10 km nordøst for Neustadt in Holstein.